# 古冶铜遗址
古冶铜遗址，位于山东省济南市莱芜区苗山镇铜冶店，是中华人民共和国山东省文物保护单位之一。
1977年12月23日，授予山东省文物保护单位，是一座古遗址。